# Ceratozona angusta
Ceratozona angusta is een keverslakkensoort uit de familie van de Callistoplacidae. De wetenschappelijke naam van de soort is voor het eerst geldig gepubliceerd in 1909 door Thiele.